# فرودگاه پوچالا
 فرودگاه پوچالا (به انگلیسی: Pochalla Airport) یک فرودگاه همگانی، غیرنظامی است که یک باند فرود سنگفرش دارد. این فرودگاه در کشور سودان جنوبی قرار دارد و در ارتفاع ۶۰۰ متری از سطح دریا واقع شده است.